# Richard Rhodes
Richard Lee Rhodes (ur. 4 lipca 1937 w Kansas City w stanie Kansas) – amerykański dziennikarz, historyk i publicysta, dwukrotny laureat Nagrody Pulitzera (w 1986, za książkę The Making of the Atomic Bomb, i w 2007, za książkę Arsenals of Folly: The Making of the Nuclear Arms Race), stypendysta Fundacji Forda, Fundacji MacArthurów, Fundacji Alfreda Sloana i kilku innych, członek Centrum na rzecz Międzynarodowego Bezpieczeństwa i Współpracy przy Uniwersytecie Stanforda. Bywa gościem, prelegentem i konsultantem w kwestii energii jądrowej, m.in. Senatu Stanów Zjednoczonych.

## Życiorys
Po samobójstwie matki (miał wtedy rok) osiadł, wraz ze swoim starszym o półtora roku bratem Stanleyem, na niedalekiej prowincji i był wychowywany tylko przez ojca, palacza parowozowowego. Kiedy miał 10 lat, ojciec ożenił się ponownie z kobietą, która głodziła i zaniedbywała obydwu braci. Kiedy starszy brat, w wieku 13 lat ważąc zaledwie 44 kg przy wzroście 160 cm, zgłosił się wreszcie na policję, obydwaj chłopcy zostali umieszczeni w ośrodku Andrew Drumm Institute – szkoły z sierocińcem dla chłopców w Independence. Obydwaj przebywali tam do osiągnięcia pełnoletniości. Kiedy Richard ukończył szkołę średnią działającą przy ośrodku, dzięki stypendium Victora Wilsona został w 1955 studentem renomowanego Uniwersytetu Yale. Uczelnię tę Rhodes ukończył z wyróżnieniem w 1959. Od tego momentu publikuje książki oraz artykuły i nie jest trwale związany z żadną instytucją. Jego życie zawodowe wypełnia pisanie oraz bogaty harmonogram różnego rodzaju (płatnych) wystąpień publicznych (odczyty, wykłady).
Jest ojcem dwojga dzieci i dziadkiem. Wraz z żoną, Ginger (doktor) mieszka w Kalifornii.

## Praca naukowa
Jest autorem ponad 20 książek i licznych artykułów z różnorodnych dziedzin. Jego najbardziej znana i nagrodzona praca to: The Making of the Atomic Bomb (Jak powstała bomba atomowa), za którą w 1986 otrzymał Nagrodę Pulitzera i w 1987 National Book Award oraz Nagrodę Krajowego Stowarzyszenia Krytyków Książki (NBCCA). Została ona sprzedana w setkach tysięcy egzemplarzy w Stanach Zjednoczonych i przetłumaczona na wiele języków (w tym również i na polski). Chwalona przez krytyków, historyków i byłych uczestników projektu Manhattan, monumentalna praca jest historią nie tylko powstania amerykańskiej bomby atomowej, ale również historią początków broni jądrowej i w ogóle fizyki I połowy XX wieku. Isidor Isaac Rabi, laureat Nagrody Nobla z fizyki w 1994, powiedział o niej: ... to epos godny Miltona. Ta historia nigdy nie została przedstawiona z równą elegancja i smakiem, tak szczegółowo i tak po prostu – językiem, który wspaniale przybliża wielkie odkrycia naukowe i ich efekty.

## Publikacje
- The Inland Ground: An Evocation of the American Middle West, New York (Atheneum) 1970, Kansas City (University Press of Kansas) 1991
- The Ungodly: A Novel of the Donner Party, New York (Charterhouse) 1973, Palo Alto (Stanford University Press) 2007
- The Ozarks, New York (Time-Life) 1974
- Holy Secrets, New York (Doubleday) 1978
- Looking for America: A Writer's Odyssey, New York (Doubleday) 1979
- The Last Safari, New York (Doubleday) 1980
- Sons of Earth, New York (Coward, McCann & Geoghegan) 1981
- The Making of the Atomic Bomb, New York (Simon & Schuster) 1986 – wyd. pol. Jak powstała bomba atomowa, Prószyński i S-ka, Warszawa 2000, ISBN 83-7255-131-6
- Farm: A Year in the Life of an American Farmer. New York (Simon & Schuster) 1989, Lincoln (University of Nebraska Press) 1997
- A Hole in the World: An American Boyhood, New York (Simon & Schuster) 1990, Lawrence (University Press of Kansas) 2000
- Robert Serber, The Los Alamos Primer: The First Lectures on How to Build an Atomic Bomb (wstęp), Berkeley (University of California Press) 1992
- Making Love: An Erotic Odyssey, New York (Simon & Schuster) 1992 – wyd. pol. Uprawiając miłość – Erotyczna odyseja, Prima, Warszawa 1997, ISBN 83-7152-104-9
- Nuclear Renewal: Common Sense about Energy, New York (Whittle Books) 1993
- Dark Sun: The Making of the Hydrogen Bomb, New York (Simon & Schuster) 1995
- How to Write: Advice and Reflections, New York: (W. Morrow) 1995
- Fermi, Rachel; and Esther Samra, Picturing the Bomb: Photographs from the Secret World of the Manhattan Project (wstęp), New York (H.N. Abrams) 1995
- Trying to Get Some Dignity: Stories of Triumph over Childhood Abuse (z Ginger Rhodes), New York (W. Morrow) 1996
- Deadly Feasts: Tracking the Secrets of a Terrifying New Plague, New York (Simon & Schuster) 1997 – wyd. pol. Śmiertelne uczty, KIW, Warszawa 1998, ISBN 83-05-13095-9
- Visions of Technology: A Century of Vital Debate about Machines, Systems, and the Human World (red.), New York (Simon & Schuster) 1999
- Why They Kill: The Discoveries of a Maverick Criminologist, New York (Alfred A. Knopf) 1999
- Masters of Death: The SS-Einsatzgruppen and the Invention of the Holocaust, New York (Alfred A. Knopf) 2002 – wyd. pol. Mistrzowie śmierci. Einsatzgruppen, Bellona, Warszawa 2007, ISBN 978-83-11-11322-0
- John James Audubon: The Making of an American, New York (Alfred A. Knopf) 2004
- The Audubon Reader (z Johnem J. Audubonem), New York (Alfred A. Knopf) 2006
- Arsenals of Folly: The Making of the Nuclear Arms Race, New York (Alfred A. Knopf) 2007
- The Twilight of the Bombs: Recent Challenges, New Dangers, and the Prospects for a World Without Nuclear Weapons, New York (Alfred A. Knopf) 2010
- Hedy's Folly: The Life and Breakthrough Inventions of Hedy Lamarr, the Most Beautiful Woman in the World, New York (Doubleday) 2011, ISBN 0-385-53438-8.
- Hell and Good Company: The Spanish Civil War and the World it Made, New York (Simon & Shuster) 2015, ISBN 978-1451696219.
- Energy: A Human History, New York (Simon & Schuster) 2018, ISBN 978-1501105357.